# Лев і ягня (фільм 1931 року)
Лев і ягня (англ. The Lion and the Lamb) — американський комедійний трилер режисера Джорджа Б. Сейтца 1931 року.

## У ролях
- Волтер Байрон — Дейв
- Кармел Майерс — Інес
- Реймонд Гаттон — Маггсі
- Монтегю Лав — професор Тотті
- Міріам Сігар — Мадж
- Чарльз К. Джеррард — Берт
- Вілл Стентон — Ребін
- Чарльз Вілдіш — перший матрос
- Гаррі Сімельс — другий матрос
- Йорк Шервуд — Вістер
- Сідні Брейсі — Стантон